# Adriaan van Voorthuijsen

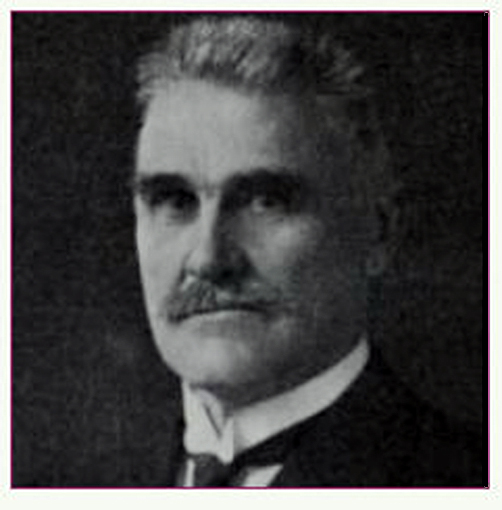
Dr. A. van Voorthuijsen, voorvechter buitengewoon onderwijs.

Adriaan van Voorthuijsen (Loenen, 7 februari 1872 – Beekbergen, 10 januari 1952) was een Nederlandse arts. Hij hield vele lezingen en schreef talrijke artikelen. Als schoolarts te Groningen was hij in 1915 initiatiefnemer bij het opzetten en ontwikkelen van de eerste school voor 'achterlijke' kinderen in die gemeente. Als eerste inspecteur voor het buitengewoon onderwijs, aangesteld in 1920, adviseerde hij de minister ten aanzien van het onderwijsbeleid. 
Voorstellen van wetgeving werden door Van Voorthuijsen geschreven. Hij werd 'de grondvester' van het buitengewoon onderwijs in Nederland genoemd. Zijn inspectiekantoor werd een vergaderlocatie voor bestuurders in het buitengewoon onderwijs en hier kreeg in 1924 het Museum voor Buitengewoon Onderwijs een plek. Hij zat in talrijke besturen en commissies op het gebied van de geestelijke gezondheidszorg en werkte mee aan vele rapporten. Hij was bijvoorbeeld in 1929 medeoprichter van de Nederlandsche Vereeniging tot bevordering van den Arbeid Voor Onvolwaardige arbeidskrachten, in 1930 medeoprichter van de Nederlandsche Vereeniging tot bevordering der Geestelijke Volksgezondheid en in 1929 een van de initiatiefnemers voor verdere scholing van leraren die werkzaam waren in het buitengewoon onderwijs. In 1937 werd hij vanwege zijn verdienste benoemd tot ridder in de Orde van de Nederlandse Leeuw.

## Jeugd
Adriaan werd als derde kind geboren in een notarisgezin. Zijn vader was in 1866 benoemd tot notaris en trouwde datzelfde jaar met Maria Gosuina van der Veur. Uit dit huwelijk werden drie kinderen geboren: Paulina Magdalena (1867), George Marius (1868) en Adriaan (1871). Het gezin was maatschappelijk betrokken en behoorde tot de moderne stroming in de Hervormde kerk. Zijn vader was als ouderling en kerkvoogd tot 1902 actief in de Hervormde kerk. Adriaan bezocht, na de lagere school, het gymnasium in Zutphen. Gedurende deze schooltijd moest hij vanwege geconstateerde tbc een keer langdurig 'kuren'.
Hij koos voor een artsenstudie in Leiden. In het laboratorium van Boerhaave werd hij geboeid door twee preparaten met een kegelvormig uiteinde, een zogenoemde sympus. Hij besloot sympodie tot onderwerp van zijn promotie te maken. In 1899 promoveerde hij op het proefschrift over sympodie.

## Huwelijk
In 1899 trouwde hij met zijn geliefde Johanna Gesina Roessingh, Ze kochten een huis in Franeker en openden daar een artsenpraktijk. Zij was de dochter van Petrus Hendrik Roessingh, predikant en van 1891 tot 1913 lid van de Tweede Kamer der Staten-Generaal. Zij konden goed met elkaar opschieten en dit zal de belangstelling van Van Voorthuijsen voor de politiek zeker hebben gestimuleerd. Uit het huwelijk met Gesina werden drie kinderen geboren: Maria Gosina (1901), Geertruid Agnes (1902) en Roline (1907). 
De praktijk in Franeker breidde zich uit en dokter Van Voorthuijsen maakte zich geliefd bij zijn patiënten. Wanneer een patiënt geen geld had was de behandeling gratis. Hij was zo druk en betrokken bij zijn patiënten dat de kinderen soms een list moesten verzinnen om vader Adriaan eens thuis bij de maaltijd te krijgen. Zo moest hij direct na het praktijkuur visite rijden. De visites werden door een dienstbode op een bord geschreven buiten de praktijkruimte. Zijn oudste dochter wiste eens stiekem de visites uit, zodat papa kon thuisblijven om te eten.

## Loopbaan

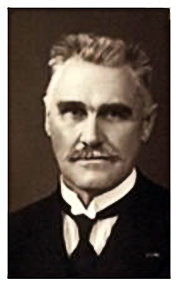
Dr. A. van Voorthuijsen, eerste inspecteur buitengewoon onderwijs

In 1909 solliciteerde Van Voorthuijsen naar de functie van schoolarts in Groningen. In Groningen bezocht hij dikwijls de leerlingen thuis om te kijken of zijn adviezen goed werden opgevolgd. Hij werd actief lid van verschillende verenigingen en ging publiceren over onderwerpen als: aanleg en milieu, pauperisme, woonomstandigheden en schoolhygiëne. In 1919 moest hij door ziekte, opnieuw tbc, een jaar zijn werkzaamheden onderbreken. Van Voorthuijsen was een medicus die kritiek op de maatschappij niet uit de weg ging. Zijn bekendheid leidde ertoe dat hij door J.Th. de Visser, minister van het in 1918 gestarte departement van Onderwijs, gevraagd werd om inspecteur van het buitengewoon onderwijs te worden. Hij bereidde wetgeving voor, hield toezicht en  bezocht en adviseerde de scholen voor buitengewoon onderwijs. Zijn strijd voor een wettelijk kader voor alle leerlingen met een beperking kwam ook dikwijls via andere kanalen naar buiten. Zo werd hij in de jaren 1921-1933 actief lid van elf besturen die direct of indirect te maken hadden met de groei en de professionalisering van het buitengewoon onderwijs. Als inspecteur wist hij met zijn eigen stijl van bezoeken de harten van het onderwijzend personeel te veroveren. De zwakzinnigenzorg had zijn bijzondere aandacht. 
In 1948, op 77-jarige leeftijd, schreef hij een concept-wetsontwerp voor deze zorg omdat het op dit terrein nog steeds een 'chaos' was. Zijn latere opvolger bij de inspectie, N.Y. Vlietstra, schreef: 'het moet in Nederland tot een merkwaardig feit worden gerekend dat een medicus door het geven van wenken en richtlijnen voor het onderwijs een vaderlijke vriend werd van leerkrachten en dat een rijksinspecteur van het onderwijs uitgroeide tot de onomstreden figuur van 'grand old man' die tot het eind van zijn leven zijn volle gezag bleef behouden in alle kringen van het buitengewoon onderwijs.'

## Nevenactiviteiten

### Beroepsvereniging
Samenwerking van onderwijzers en artsen was voor Van Voorthuijsen een belangrijk thema. Daarom werd hij in 1915 lid van de in 1903 opgerichte Vereeniging van Onderwijzers en Artsen. Vanaf zijn indiensttreding als inspecteur van het buitengewoon onderwijs werd hij de vaste adviseur van deze vereniging. 
Om zijn ambitie te bereiken, een wettelijk kader voor alle leerlingen met een beperking  werkte hij nauw samen met Pieter Hendrik Schreuder, voorzitter van genoemde vereniging.

### Gezondheidskolonie
In 1924 werd hij bestuurslid van de Centrale Vereeniging voor Gezondheidskolonies voor Zwakzinnigen. Deze vereniging was opgericht omdat leerlingen met een verstandelijke beperking niet welkom waren in de gewone gezondheidskolonies. Hij zat in dit bestuur met onder meer P.H. Schreuder, Hermen J. Jacobs en dr. D. Herderschêe. 

### Deskundigheidsbevordering van leerkrachten
In 1929 nam hij met P.H. Schreuder en Philip Kohnstamm het initiatief tot een gesubsidieerde beroepsopleiding voor leerkrachten bij het buitengewoon onderwijs. In 1932 werd dit geformaliseerd in de Stichting Buitengewoon Onderwijs, de voorganger van het huidige Seminarium voor Orthopedagogiek. Ook de hoogleraren pedagogiek Rommert Casimir en Jan Waterink waren lid van het bestuur evenals de arts Dirk Herderschêe en de onderwijzer Hermen J. Jacobs. 

### Vereeniging voor Logopedie en Phoniatrie
In 1928 werd hij lid van het curatorium van de in 1927 door Pieter Hendrik Schreuder en Branco van Dantzig opgerichte Vereeniging voor Logopaedie en Phoniatrie. Deze vereniging startte de opleiding voor logopedie en was de voorloper van de huidige logopedieopleidingen. 

### Enkele andere bestuurlijke activiteiten
- 1913 Secretaris van het afdelingsbestuur Groningen van de Centrale Vereeniging ter behartiging van de belangen van zwakzinnigen in Nederland.
- 1917  Eindredacteur van Pais, het verenigingstijdschrift van de Vereeniging van Spraakleraren, de Vereeniging van Schoolartsen en de Vereeniging van Onderwijzers en Artsen bij het buitengewoon onderwijs.
- 1921 Lid raad van nestuur van het Antonia Wilhelmina Fonds.
- 1923 Lid commissie onderwijs aan schippers- en kramerskinderen.
- 1927 Voorzitter van de Vereeniging Zwakzinnigenzorg.
- 1929 Lid en secretaris van de Staatscommissie inzake Onvolwaardige Arbeidskrachten. Lid en adviseur van het bestuur van de Stichting Koningin Emma Jubileum Fonds.
- 1937 Raadsadviseur van het departement van Onderwijs, Kunsten en Wetenschappen.

## Publicaties
Van zijn hand verschenen meer dan 200 publicaties. Zijn publicaties hadden naast de ontwikkeling van een wettelijk kader betrekking op het verbeteren van de gezondheid van de leerlingen en de professionalisering van het nieuwe onderwijs domein Buitengewoon Onderwijs. Een selectie: 

### Verbeteren van de gezondheid
- 1912 Afwijkingen bij schoolkinderen.
- 1915 De noodzakelijkheid van ruime ventilatie.
- 1917 Zorg voor de oud-leerlingen der scholen voor B.O.
- 1918 Maskers bij de bestrijding van besmettelijke ziekten.
- 1919 Nu uw kind naar school gaat.
- 1923 De verpleging in Gezondheidskolonies in den Winter.
- 1931 Geestelijke volksgezondheid.

### Professionalisering van de sector Buitengewoon Onderwijs
- 1925 Ons museum.
- 1927 De speciale opleiding.
- 1929 Onderwijs aan imbecielen
- 1933 De grenzen der zwakzinnigenzorg.
- 1935 Over dwergen.
- 1939 De school voor psychopaten te Amsterdam
- 1940 De verslagen van twee belangrijke congressen
- 1942 De maatschappelijke betekenis der zwakzinnigheid.
- 1949 Mongolisme